# 楼山后国舅厅
楼山后国舅厅，位于中华人民共和国浙江省衢州市衢江区全旺镇，是浙江省省级文物保护单位之一。
2017年1月19日，楼山后国舅厅被列入第七批浙江省文物保护单位，该文物保护单位是一座古建筑。